# Aeroporto di Bergamo-Orio al Serio
Luchthaven Bergamo-Orio al Serio (Italiaans: Aeroporto di Bergamo-Orio al Serio), sinds maart 2011 officieel geheten Aeroporto Internazionale Il Caravaggio (IATA: BGY, ICAO: LIME) is het internationale vliegveld van Bergamo gelegen in de voorstad Orio al Serio. Het wordt beschouwd als derde luchthaven van Milaan.  Vooral lowcost-maatschappijen  en cargo-airlines als DHL Aviation maken gebruik van dit vliegveld. In 2015 handelde BGY 10.404.625 passagiers af en was daarmee de derde luchthaven van Italië.
- Startbaanbreedte: 45m
- Startbaancapaciteit: 24/7
- ILS systeem: ILS cat 38
- Vliegtuig opstellingen: 35
- Instapbruggen: 3
- Gates: 13
- Incheckbalies: 48
- Ticketbalies: 6

## Geschiedenis
Ten gevolge van een langdurige promotiecampagne die er al vanaf 1950 op was gericht om het gebied rond Bergamo een eigen vliegveld te geven werd op 16 juli 1970 SACBO SpA (Società per l´Aeroporto Civile di Bergamo Orio al Serio) opgericht. SACBO ontstond uit een joint verture van een aantal grote lokale publieke organisaties, banken en andere ondernemingen in de provincie.
Vanaf 1911 was in Osio Sotto een vliegveld gereed gekomen van waaruit diverse vluchten werden uitevoerd. Tijdens de Tweede Wereldoorlog werden enkele andere kleine lokale vliegvelden hieraan toegevoegd totdat in 1939 een militaire vliegbasis vlak bij Orio al Serio werd geopend. Ook na de oorlog bleef het vliegveld alleen voor militaire toepassingen beschikbaar.
In 1970 werd echter een belangrijke fase in de geschiedenis van het vliegveld ingeluid toen de burgerluchtvaart op het vliegveld werd toegestaan. De eerste commerciële vlucht vond plaats op 21 maart 1972 en luidde de belangrijke 2e fase in de historie van het vliegveld in. Dit ging echter wel gepaard met de nodige tegenslagen en financiële moeilijkheden; gedurende enkele jaren zag het er zelfs naar uit dat het vliegveld moest worden gesloten.
Aan het einde van de jaren ´90 van de vorige eeuw liftte Orio al Serio deels mee met het succes van het in 2000 te openen nieuwe Milanese vliegveld Malpensa. Hierbij werd de totale infrastructuur aangepakt.
Een van de aspecten die het vliegveld Orio al Serio interessant maken is zijn centrale ligging in Lombardije, een regio met zeer veel commerciële activiteiten door geheel Europa. Het vliegveld ligt slechts 5 km van Bergamo en 45 km van Milaan af en ligt tevens te midden van het merengebied van Noord-Italië.
Dankzij de tijdens de laatste jaren verbeterde service verkreeg het vliegveld in 2001 het kwaliteitscertificaat van de Duitse TUV en dit werd een aandachtspunt voor de nieuwe prijsvechters in de charterluchtvaart.
In 2002 groeide het aantal prijsvechters in de luchtvaart enorm en dit had ook een rechtstreeks effect op het gebruik van het vliegveld. De groei van Orio al Serio omvatte regionale luchtvaartmaatschappijen voor zakenverkeer. Aangemoedigd door het goede vliegveldbeveiligingssysteem nam deze luchtvaarttak een grote vlucht. Orio versterkte ook zijn positie als cargoluchthaven en ten gevolge daarvan steeg ook het aantal vracht/koeriersvluchten. Momenteel wordt 1/3 van al het Italiaanse luchtvrachtverkeer vanuit Orio al Serio afgehandeld.
Ook de planning van een cargocentrale in het noorden van het vliegveld en het upgraden van de infrastructuur, dientsen, veiligheidsfaciliteiten en milieubeschermende maatregelen droegen hieraan hun steentje bij. De nieuwe approach en grondradar op Orio al Serio Airport, geïnstalleerd door ENAV (de nationale verkeersleidingsautoriteit) was een langetermijninvestering van 15 miljoen euro. Ook een constructie van de nieuwe verkeerstoren werd voorzien en de nieuwbouw hiervan startte in 2004. Vanaf 2006 werd deze toren, 37 m hoog en met een verkeersleidingsruimte van 110 m² volledig operationeel.
In 2004 werd SABCO ook officieel gecertificeerd door ENAC (de Italiaanse autoriteit voor burgerluchtvaart). Dit was weer een rechtstreeks gevolg van het voldoen aan alle operationele ICAO eisen (International Civil Aviation Organisation) en aan de eisen voor het kwaliteitscertificaat van de TUV Italia; deze zijn gelijk aan de ISO 9001:2000 standaard voor het plannen en afhandelen van vliegtuigen, passagiers, bagage en goederen, het management van de infrastructuur, de ticketverkoop en algehele coördinatie van de luchthaven.
Na het afhandelen van een recordaantal van 2.844.379 passagiers in 2003, werd dit in 2004 gevolgd door 3.337.000 passagiers en in 2005 zelfs door 4.356.000 passagiers. In 2005 werd 135.000 ton middels cargovluchten afgewerkt. Dit maakt van Orio al Serio Airport de 5e belangrijkste vrachtluchthaven van Italië.

## Vervoer en bereikbaarheid
De luchthaven bevindt zich op ongeveer 5 kilometer van Bergamo en 50 kilometer van Milaan. De luchthaven is bereikbaar via de autosnelweg A4.

### Bus
Er zijn meerdere busdiensten die de luchthaven verbinden met het centrum van Bergamo, het centraal station van Milaan, en andere steden in de regio.

#### Lokale en regionale verbindingen
- ATB (Azienda Trasporti Bergamo): Lijn 1 (Airport Bus) verbindt de luchthaven rechtstreeks met het treinstation van Bergamo, het stadscentrum (Porta Nuova) en de bovenstad (Città Alta). De bussen rijden frequent, ongeveer elke 20 minuten.[2]

#### Verbindingen met Milaan
Verschillende busmaatschappijen bieden directe verbindingen aan naar het centraal station van Milaan (Milano Centrale). De reistijd bedraagt, afhankelijk van het verkeer, ongeveer 50-60 minuten.
- Terravision: Biedt een rechtstreekse verbinding naar Milano Centrale.[3]
- Autostradale (Airport Bus Express): Shuttledienst van en naar Milano Centrale.[4]
- Orio Shuttle: Verbindt de luchthaven met Milano Centrale en Malpensa Airport.[5]
- Flibco: Biedt eveneens een shuttledienst aan naar het centraal station van Milaan, met een geschatte reistijd van 50 minuten.[6]

#### Andere bestemmingen
- FlixBus: Verbindt de luchthaven met tal van nationale en internationale bestemmingen, waaronder Brescia, Verona, en Turijn.
- Busitalia (Orio al Serio Airlink): Rechtstreekse verbinding met Brescia en Verona.[7]
- Itabus: Biedt verbindingen naar diverse Italiaanse steden.[8]

Actuele dienstregelingen en tarieven zijn te vinden op de websites van de desbetreffende aanbieders en op de officiële website van de luchthaven.